# Guerras de los francos contra los ávaros
Las guerras de los francos contra los ávaros fueron una serie de campañas bélicas dirigidas por los francos en el Danubio contra los ávaros de Panonia desde 791 hasta 805, que resultaron en la sumisión del kanato ávaro.
Los ávaros, un pueblo pagano de saqueadores que se habían asentado en el siglo VI, en las llanuras de la actual Hungría, eran una amenaza constante para los francos. Multiplicaron las devastadoras incursiones en Baviera y Friuli (788), entonces sometidas a Carlomagno, quien decidió emprender una expedición contra ellos en 791.

## Primera expedición de 791

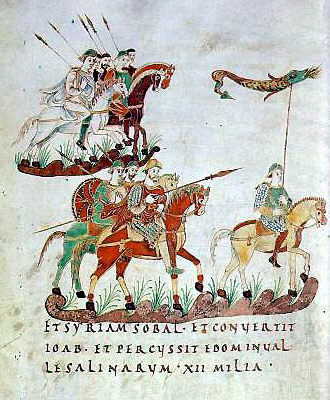
La caballería de Carlomagno, Biblioteca de St. Gallen Saint-Gall, siglo IX

Además de la amenaza que suponían para las marcas del reino esos vecinos poco frecuentes, que atacaban las iglesias que saqueaban sin vergüenza, Carlomagno esperaba, gracias a esta expedición, apoderarse del formidable botín acumulado por los ávaros durante sus incursiones. Ese tesoro, que despertaba su codicia, estaba protegido en un campamento fortificado ferozmente custodiado —el "Anillo ávaro"—, que era en cierto modo la capital de su imperio. La conquista del reino de los ávaros implicaba la toma de ese campamento, ubicado entre el Danubio y su afluente el Tisza, y Carlomagno sabía que no sería fácil conseguirlo.
Con este fin, Carlos reunió en Ratisbona, en el verano de 791, un poderoso ejército compuesto por sajones, frisones, francos, turingios y bávaros. Decidido a obtener ese santuario mítico, donde lo esperaban los ávaros atrincherados, elaboró una estrategia que debería protegerlo de cualquier sorpresa desagradable. Dividió el ejército en dos, para avanzar simultáneamente por ambas orillas del Danubio. Confió el mando del que seguirá la ribera norte del río hasta el conde Teodorico, asistido por su chambelán Megenfried. Él mismo tomó el mando del ejército que avanzaría por la orilla sur. Una tercera fuerza, dirigida por su hijo Pipino, el rey de Italia, debía atacar por la retaguardia desde la frontera con Friuli. El Danubio debía servir como ruta de comunicación, y se planeó una flota de barcazas para asegurar el reavituallamiento.
El ejército franco acampó en Lorsch, en la frontera del Enns; los sacerdotes le impusieron tres días de ayuno para obtener los favores del Cielo y Carlos debía apaciguar las disensiones que surgieron entre los nobles bávaros. El ejército entró en territorio de los ávaros a finales de septiembre sin encontrar resistencia, ya que los ávaros practicaron una política de tierra quemada. Pipino, por su parte, conquistó una fortaleza ávara y tomó muchos prisioneros. A mediados de octubre, Carlos llegó al río Raba, pero, debido a la falta de forraje y a las penurias impuestas a los soldados, decidió dar la vuelta sin haber podido librar batalla.
Carlomagno, sin embargo, no renunció a conquistar el reino ávaro y apoderarse de su fabuloso tesoro. Durante dos años, permaneció en Baviera para organizar la reanudación de las hostilidades y lograr sus fines, porque eso le permitiría completar su dominio sobre los Alpes, ya muy avanzado en Alemania y Lombardía, y ampliar su zona de influencia facilitando así los intercambios comerciales con la parte oriental de Europa. La captura del Ánillo ávaro se pospuso, pero no se abandonó.
En 793, Carlomagno se preparó nuevamente para la guerra contra los ávaros. Hizo construir un puente de barcazas desmontable sobre el Danubio y comenzó la construcción de un canal —canal Rin-Meno-Danubio— para conectar las cuencas del Rin y del Danubio (la fosa carolina). El proyecto, iniciado en el otoño de 793, no tuvo éxito. Ese mismo año, el ejército que Carlomagno levantó en Frisia contra los ávaros fue destruido en Rüstringen en el Bajo Weser por los rebeldes sajones. El conde Teodorico murió. La revuelta en Sajonia pospuso la expedición contra los ávaros.

## Toma del Anillo ávaro

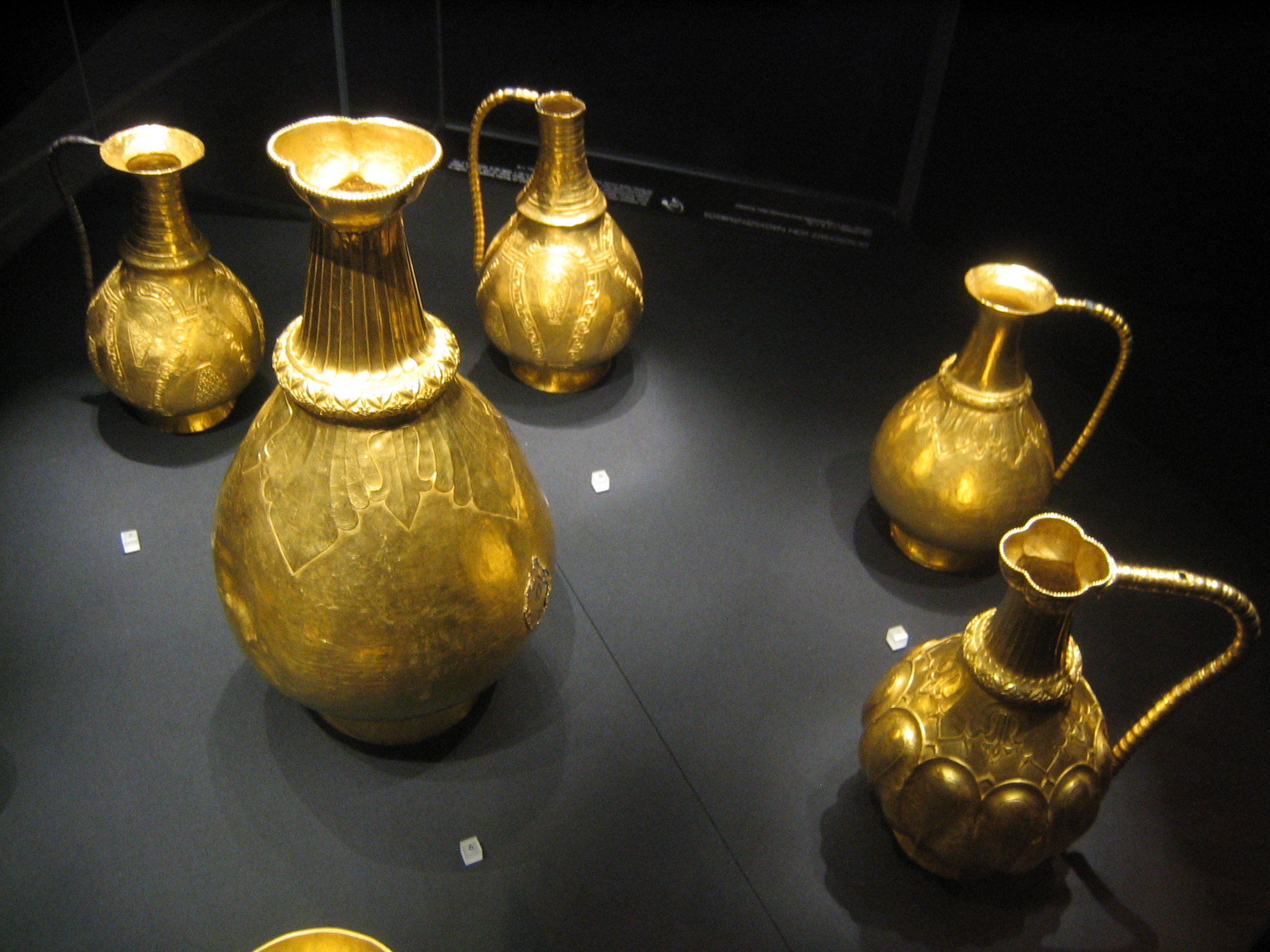
El tesoro de Nagyszentmiklós, descubierto en Hungría en 1799, probablemente enterrado alrededor del 796, tras la captura del Anillo Avaro. Contiene veintitrés objetos de oro, con motivos de grifos y sarmientos doce de los cuales llevan inscripciones rúnicas, griegas o turcas (Museo de Arte e Historia de Viena).

El Ánillo ávaro era la capital del territorio donde se asentaron los ávaros en el centro de Europa (actual Hungría). Era una fortificación redonda de tierra cubierta con una empalizada en la que los nómadas ávaros guardaban el botín de sus saqueos y el tributo que les pagaba Bizancio en el pasado.
Alrededor de 794, estallaron disensiones en el Imperio ávaro, donde la autoridad del khagan fue desafiada por algunos jefes ávaros que llevaron a cabo una política independiente. Uno de ellos, con el título turco de tudun, envió embajadores a Carlomagno para expresar su intención de someterse y convertirse al cristianismo (795). El año siguiente, el khagan fue asesinado por sus rivales y el duque de Friuli, Éric, organizó una expedición contra la capital ávara, el Anillo, un enorme campamento fortificado en la orilla izquierda del Danubio, en la Panonia, que fue saqueado sin encontrar ninguna resistencia. Pipino, el rey de Italia, invadió luego el país con fuerzas más considerables. El nuevo khagan fue a su encuentro para hacer su sumisión, pero no puede evitar que el Ánillo ávaro fuese saqueado por segunda vez. El tudun luego se presentó como sometido en Aix-la-Chapelle donde recibió el bautismo y ricos regalos. Continuó gobernando como vasallo del rey franco hasta el Danubio.
La captura del botín del Ánillo ávaro (se habrían enviado quince carros de oro a Aix) jugó un papel considerable en el poder de Carlomagno y le permitió recompensar largamente a sus fieles. Se cree que ese botín por sí solo contribuyó a un notable movimiento inflacionario en todo el Imperio carolingio.
Una primera revuelta fue sofocada en 799 por el prefecto de la marca bávara Geroldo de Anglachgau. En 802, los condes francos Cadalo y Gontrand murieron en acción contra los rebeldes ávaros. Carlomagno decidió enviar expediciones desde Baviera para resolver la cuestión ávara. Los francos asolaron Panonia, se llevaron a muchos cautivos y diezmaron a la nobleza ávara. El tudun hizo un acto de sumisión y volvió a ser perdonado.
Los últimos rebeldes ávaros bajo la autoridad carolingia fueron derrotados en 805. Ese año, el kavján Teodoro, un príncipe ávaro se convirtió al cristianismo, fue a Aquisgrán para implorar Carlomagno a concederle el territorio al oeste del Raab, para que pudiese instalar a su gente a salvo de los ataques eslavos. Unos meses más tarde, otro príncipe ávaro, que pretendía el título de khagan, envió embajadores al emperador para pedirle que confirmase su autoridad sobre todo el pueblo ávaro. Lo obtuvo con la condición de ser bautizado, lo que hizo tomando el nombre de Abraham. El kanato Avaro, reducido a sus posesiones occidentales, resistió durante algún tiempo bajo la protección de los francos y luego se desintegró ante la expansión búlgara y eslava.

## Fuente
- Amedee Thierry Histoire d'Attila et de ses successeurs , 1856